# Mason (rivière)
Pour les articles homonymes, voir Mason.
La rivière Mason  (en anglais : Mason River)  est un cours d’eau du nord de la région de Canterbury dans l’Île du Sud de la Nouvelle-Zélande.

## Géographie
Elle s’écoule vers le sud à partir de la chaîne d”Amuri Range” avant de tourner au sud-ouest pour atteindre le fleuve Waiau au niveau de la ville de Waiau.